# Haha Sound
Haha Sound è il secondo album in studio del gruppo musicale britannico Broadcast, pubblicato nel 2003.

## Tracce
1. Colour Me In – 2:51
2. Pendulum – 4:21
3. Before We Begin – 3:22
4. Valerie – 4:04
5. Man Is Not a Bird – 4:52
6. Minim – 3:00
7. Lunch Hour Pops – 3:36
8. Black Umbrellas – 1:08
9. Ominous Cloud – 3:46
10. Distorsion – 2:02
11. Oh How I Miss You – 1:17
12. The Little Bell – 2:48
13. Winter Now – 3:48
14. Hawk – 3:32

## Formazione
- Trish Keenan – voce
- James Cargill – basso
- Roj Stevens – tastiere
- Tim Felton – chitarra
- Neil Bullock – batteria (1–12, 14)
- P Jenkins – batteria (13)